# Solanum glutinosum
Solanum glutinosum är en potatisväxtart som beskrevs av Michel Félix Dunal. Solanum glutinosum ingår i släktet skattor som ingår i familjen potatisväxter. Inga underarter finns listade i Catalogue of Life.